# 百年物語
《百年物語》（日语：百年の物語）是2000年推出的一部日本电视剧，由松嶋菜菜子、原田龙二、大泽隆夫、渡部笃郎等人主演。由TBS電視台于2000年8月28日-8月30日三夜连续播出。三天的平均收视率为29.6%（关东地区）。

## 剧情概述
该剧讲述了大正后期到现代的平成当中这一百年间，三段不同时空的爱情故事，由松島菜菜子一人分飾三角。

## 外部連結
- 緯來日本台《百年物語》官方網站 （页面存档备份，存于）
- 互联网电影数据库（IMDb）上《百年物語》的资料（英文）